# Цермело, Эрнст
Эрнст Фри́дрих Фердина́нд Це́рмело (нем. Ernst Friedrich Ferdinand Zermelo [t͡sɛrˈmeːlo]; 27 июля 1871, Берлин — 21 мая 1953, Фрайбург) — немецкий математик, внёсший значительный вклад в теорию множеств и создание аксиоматических оснований математики.

## Биография
Родился в семье берлинского профессора. В 1889 году окончил гимназию и поступил в Берлинский университет. Позже учился в университетах Галле и Фрайбурга.
1894: защитил докторскую диссертацию (по вариационному исчислению) в Берлинском университете. Далее несколько лет работает помощником Макса Планка.
1897: переезжает в Гёттинген.
1910: занимает кафедру математики в Цюрихском университете, где работает до 1916 года, после чего приостанавливает преподавание в связи с ухудшением состояния здоровья.
В 1926—1935 годах работает во Фрайбурге. После крушения нацистского режима возвращается вновь на эту кафедру.
Умер в 1953 году во Фрайбурге.

## Научная деятельность

В последние годы

Основной областью исследований Цермело была теория множеств. Первая его работа на эту тему появилась в 1902 году.
В 1904 году появилась самая известная из работ Цермело, в которой он доказал, что любое множество можно вполне упорядочить (смотри теорему Цермело). Доказательство, однако, опиралось на так называемую аксиому выбора, которая впервые явно сформулирована именно в этой статье и нередко называется «аксиома Цермело». В дальнейшем роль аксиомы выбора в математике вызвала активную дискуссию разных математических школ, в которой высказывались самые разные мнения — от полной поддержки до абсолютного неприятия. Высказывались также опасения, что применение этой аксиомы может привести к противоречиям. Поэтому Цермело вплотную занялся проблемой построения аксиоматического фундамента теории множеств (1905).
Первую версию системы аксиом теории множеств Цермело опубликовал в 1908 году, она включала 7 аксиом. Позднее Абрахам Френкель и Туральф Скулем усовершенствовали её (расширив до 10 аксиом), и в этом виде система аксиом Цермело — Френкеля считается основой современной математики.
В 1912 году Цермело доказал детерминированность игр на примере шахмат: рациональные игроки были в состоянии использовать всю информацию, чтобы разработать оптимальную стратегию. Теорема Цермело — это математическое обоснование для ретроградного анализа шахматного алгоритма.
В 1929 году Цермело опубликовал работу «Расчёт результатов турнира как задача максимизации в теории вероятностей», в которой была изучена вероятностная модель, впоследствии переоткрытая и ставшая известной как модель Брэдли—Терри.

## Труды
- Untersuchungen zur Variationsrechnung (недоступная ссылка) 1894, диссертация.
- Zur Theorie der kürzesten Linien. (недоступная ссылка) Jahresbericht DMV 1902.
- E. Zermelo, H. Hahn: Weiterentwicklung der Variationsrechnung in den letzten Jahren. (недоступная ссылка) Enzykl.mathem.Wiss. 1904.
- Beweis, dass jede Menge wohlgeordnet werden kann. (недоступная ссылка) Mathematische Annalen, 1904. Это первая статья Цермело о полной упорядоченности множеств и аксиоме выбора.
- Beweis, Mathematische Annalen, 1908. (недоступная ссылка) Вторая статья на ту же тему.
- Untersuchungen über die Grundlagen der Mengenlehre. (недоступная ссылка) Mathem. Annalen, 1908.
- Цермело Э. О применении теории множеств к теории шахматной игры// Матричные игры М.: Физматгиз,1961, С.167-172. (нем. Е. Zermelо, Obereine Anwendung der Mengenlehre attfdie Theorie des Schachspiels, Proceedings of the Fifth International Congress of Mathematicians (Cambridge,1912), Cambridge University Press,1913, 501—504)
- Die Berechnung der Turnier-Ergebnisse als ein Maximumproblem der Wahrscheinlichkeitsrechnung. (недоступная ссылка) Mathem.Zeitschrift, 1929.
- Über Grenzzahlen und Mengenbereiche. Fundamenta Mathematicae Bd.16, 1930, S. 29-47.